# Campeonato Nacional de Surf (Perú)
El Campeonato Nacional de Surf en Perú es una competición interna que reúne a los mejores tablistas del país. Dividido en varias fechas, el ganador del certamen es aquel que ha conseguido contabilizar más puntos luego de disputarse todas las fechas. Es organizado por la Federación Peruana de Tabla.
El torneo no se disputa en una playa única, sino que se traslada a lo largo del litoral peruano. En diciembre, se realiza la entrega de los premios.

## Lista de campeones
1955 Alfredo Granda
1956 Eduardo Arena
1957 Guillermo Wiese
1958 Dennis Gonzales
1959 Guillermo Wiese
1960 Guillermo Wiese
1961 Eduardo Arena
1962 Felipe Pomar
1963 Joaquín Miró Quesada
1964 Joaquín Miró Quesada
1965 Felipe Pomar
1966 Felipe Pomar
1967 Hector Velarde
1968 Sergio Barreda
1969 ---------
1970 Sergio Barreda
1971 Fernando Awapara
1972 Oscar Malpartida
1973 Fernando Ortiz de Zevallos
1974 Sergio Barreda
1975 Joaquín Miró Quesada
1976 Salvador Gubbins
1977 Herbert Fiedler
1978 Salvador Gubbins
1979 Salvador Gubbins
1980 Oscar Malpartida
1981 Oscar Malpartida / Rodrigo Milton Whilar
1982 Brad Waller
1983 Luis Miguel de la Rosa
1984 Mario Chocano
1985 Luis F. Gómez de la Torre 
1986 Carlos Espejo
1987 Carlos Espejo
1988 José de Col
1989 José de Col
1990 Luis Miguel de la Rosa
1991 Roberto Meza
1992 Luis Miguel de la Rosa
1993 Luis Miguel de la Rosa
1994 Luigi Nikaido
1995 Luigi Nikaido
1996 Martín Jerí
1997 Luis Miguel de la Rosa
1998 Mark Block
1999 Luis Miguel de la Rosa
2000 Luigi Nikaido
2001 Luis Miguel De La Rosa
2002 Gabriel Villarán
2003 Sebastián Alarcón
2004 Sebastián Alarcón
2005 Dyland Del Solar
2006 Javier Swayne
2007 Sebastián Alarcón
2008 Gabriel Villarán
2009 Javier Swayne
2010 Javier Swayne
2011 Juninho Urcia
2012 Sebastián Correa
2013 Ricardo Cruzado
- 2014

- 2023: Lucca Mesinas y Sol Aguirre[2]

- 2023: Tomas Tudela[3]